# Företagsekonomiska institutionen (Stockholms universitet)
Företagsekonomiska institutionen vid Stockholms universitet, populärt kallad Feken eller sitt engelska namn Stockholm Business School förkortat SBS, är Sveriges största företagsekonomiska universitetsinstitution och en av de större vid Stockholms universitet. Cirka 3 500 studenter läser vid institutionens fyra kandidatprogram, fem masterprogram och därutöver doktorsprogram. Institutionen grundades 1962 med stöd från Handelshögskolan i Stockholm.

## Historia

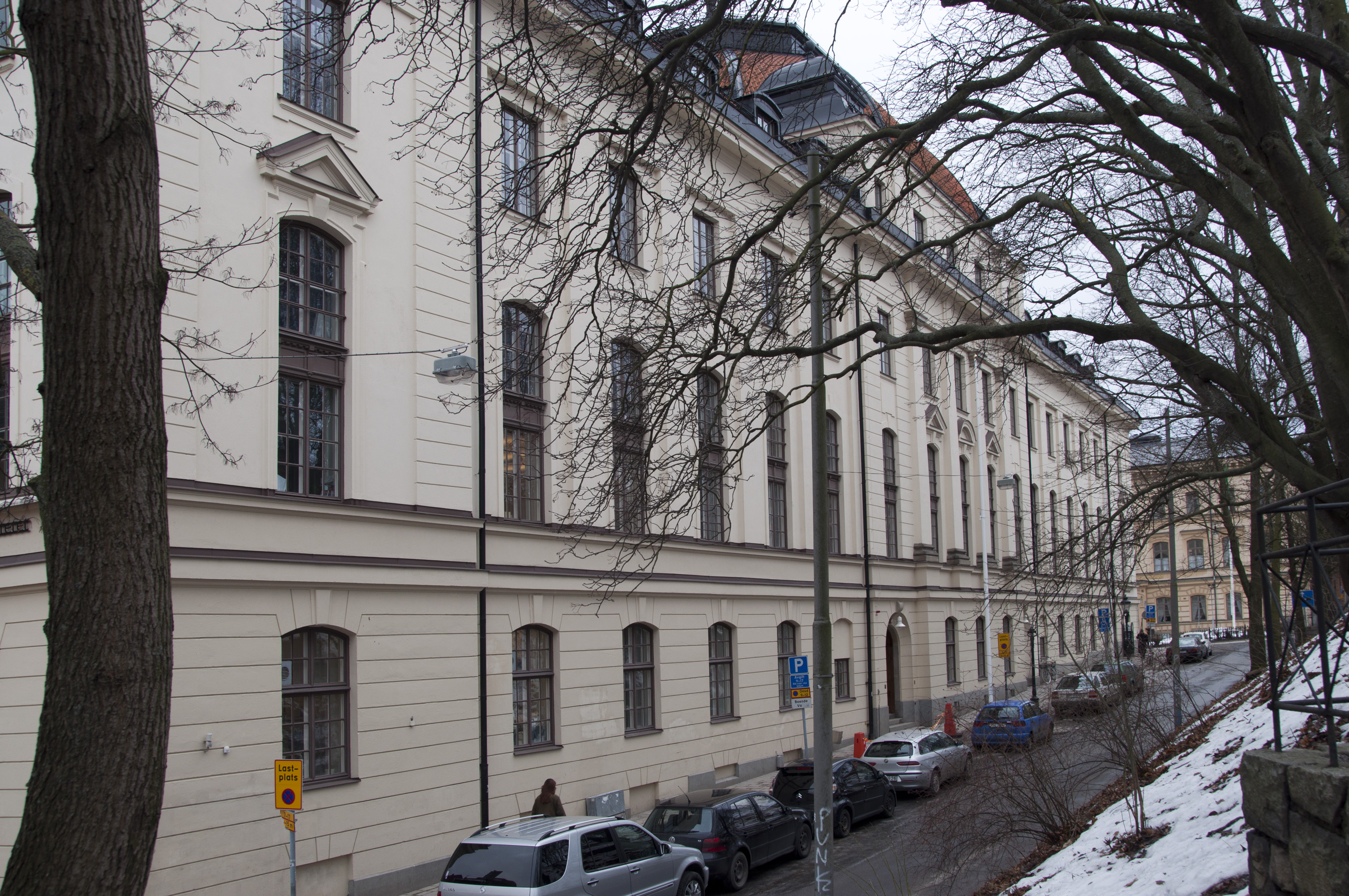
Kungstensgatan 45, Stockholm

Utbildningen i företagsekonomi vid Stockholms högskola (föregångare till Stockholms universitet) startade i slutet av 1950-talet med stöd från Handelshögskolan i Stockholm, främst professorerna T. Paulson Frenckner och Gerhard Törnqvist, då man hade undervisat där i ämnet sedan början av 1900-talet. Företagsekonomiska institutionen bildades den 1 juli 1962 och 1964 tillsattes den förste professorn, Bertil Näslund.
Stockholms högskola flyttade senare från sina tidigare lokaler på Kungstensgatan 45 vid Observatorielunden och Spökparken i Vasastan i Stockholms innerstad, i närheten av Handelshögskolan i Stockholms huvudbyggnad på Sveavägen 65, till Frescati, ett område på Norra Djurgården i vad som idag är Kungliga nationalstadsparken i norra Stockholms stad. I samband med detta gavs Stockholms högskola universitets rang av Utbildningsdepartementet och döptes om till Stockholms universitet. Idag ingår SBS i den samhällsvetenskapliga fakulteten vid Stockholms universitet.
Institutionen flyttade sommaren år 2000 från lokalerna i Frescati till Veterinärhögskolans gamla byggnader från år 1912, på södra sidan av Roslagsvägen/Norrtäljevägen. Området kallas Kräftriket och är beläget intill Brunnsviken i Kungliga nationalstadsparken i Stockholm. 
Från och med hösten 2021 är Företagsekonomiska institutionen belägen i det nybyggda universitetsområdet Campus Albano vid Roslagsvägen i stadsdelen Norra Djurgården. 

### Civilekonomexamen
Handelshögskolan i Stockholm införde och hade tidigare genom ett särskilt avtal med Utbildningsdepartementet ensamrätt i Sverige till att använda examensbenämningen civilekonomexamen som benämning på en 4-årig ekonomexamen. Då Handelshögskolan i Stockholm som del i Bologna-processen övergick till 3-åriga ekonomie kandidatexamina och 2-åriga ekonomie magisterexamina, i enlighet med den Europeiska unionens föreskrivna utbildningsstruktur, sades avtalet med Utbildningsdepartementet upp och även andra svenska utbildningsinstitutioner gavs av Utbildningsdepartementet rätt att använda examensbenämningen civilekonomexamen.  
Stockholms universitet var ett av sex universitet, av 23 sökande, som i juni 2007 fick rätt att utfärda den nya civilekonomexamen. Sista antagningen till Civilekonomprogrammet gjordes inför vårterminen 2011. Även Stockholms universitet har därefter valt att anpassa sig till Bologna-processen. 

### Prefekter
Institutionen leds av en prefekt som har varit:
- T Paulsson Frenckner, annan titel, 1962–1966
- Bertil Näslund, första prefekten, tillträdde 1 mars 1966
- Lars Persson
- John Skår
- Birger Ljung
- Christer Lindgren
- Jan-Erik Gröjer, 1987–1989
- Olle Högberg, 1990–1991
- Lars Persson,	1991–1993
- Jan-Erik Gröjer, 1993–1995
- Sikander Khan, 1995–2004
- Harry Flam, 2004–2006
- Carina Holmberg, 	2006–2006
- Thomas Hartman, 2006–2017
- Maria Frostling, 2017–2022
- Fredrik Nordin, 2022–

## Anställda och studenter
Företagsekonomiska institutionen har (2013) mer än 3 500 aktiva studenter, ett hundratal undervisande och forskande personal, ett trettiotal doktorander samt ett fyrtiotal administrativa medarbetare.

## Utbildningar
Institutionen erbjuder följande utbildningar:
- Kandidatprogram (3 år)
- Masterprogram (2 år)
- Fristående kurs nivå I–IV

Utöver detta finns även ett Executive MBA Program samt uppdragsutbildning för företag.

## Samarbete med andra akademiska institutioner
Det nationella och internationella universitetssamarbetet är stort. Institutionen har samarbetsavtal med ett stort antal universitet och högskolor runt om i världen.

## Alumner
Bland tidigare studenter märks bland andra:

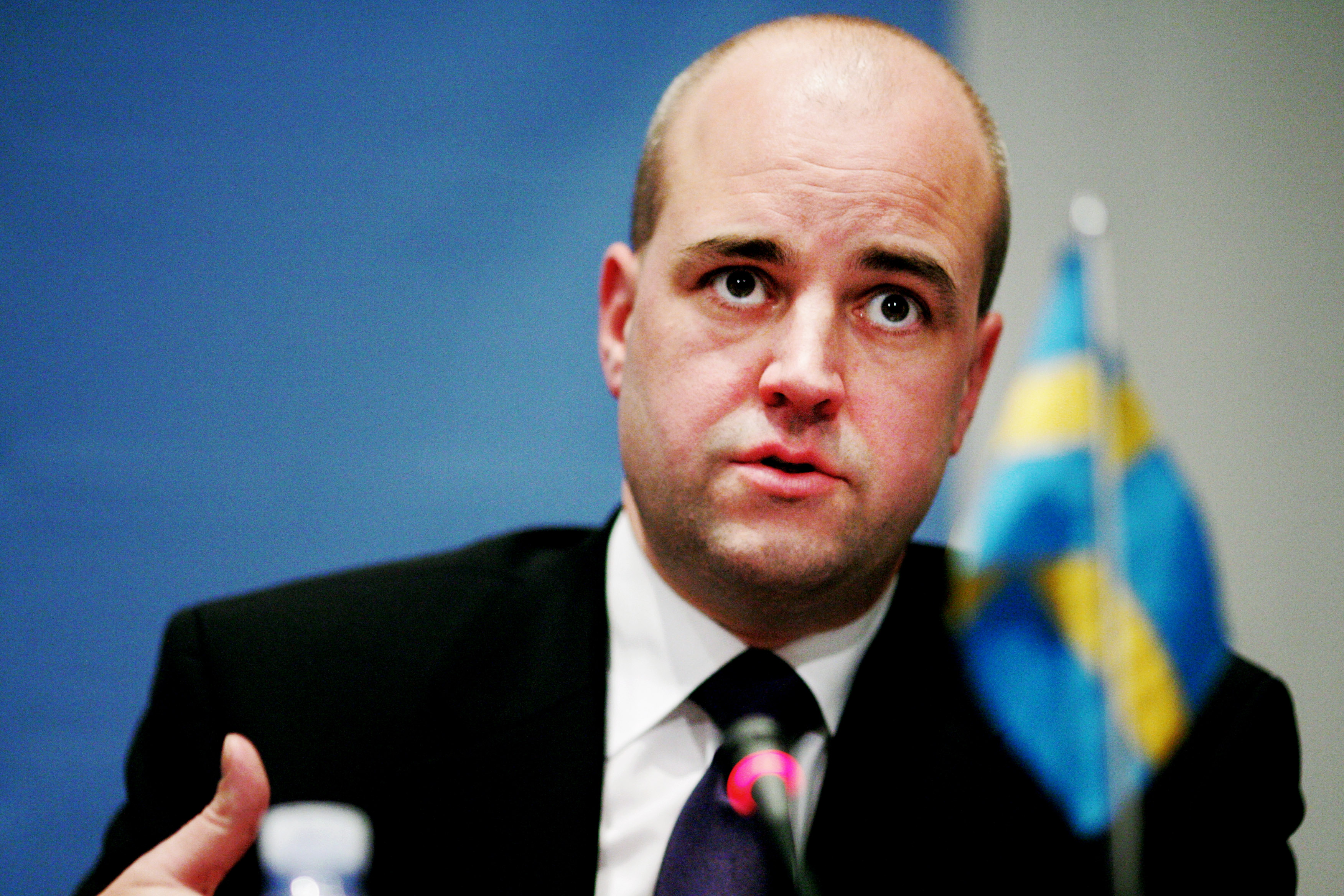
Fredrik Reinfeldt, partiledare för Moderaterna och Sveriges statsminister 2006-2014.

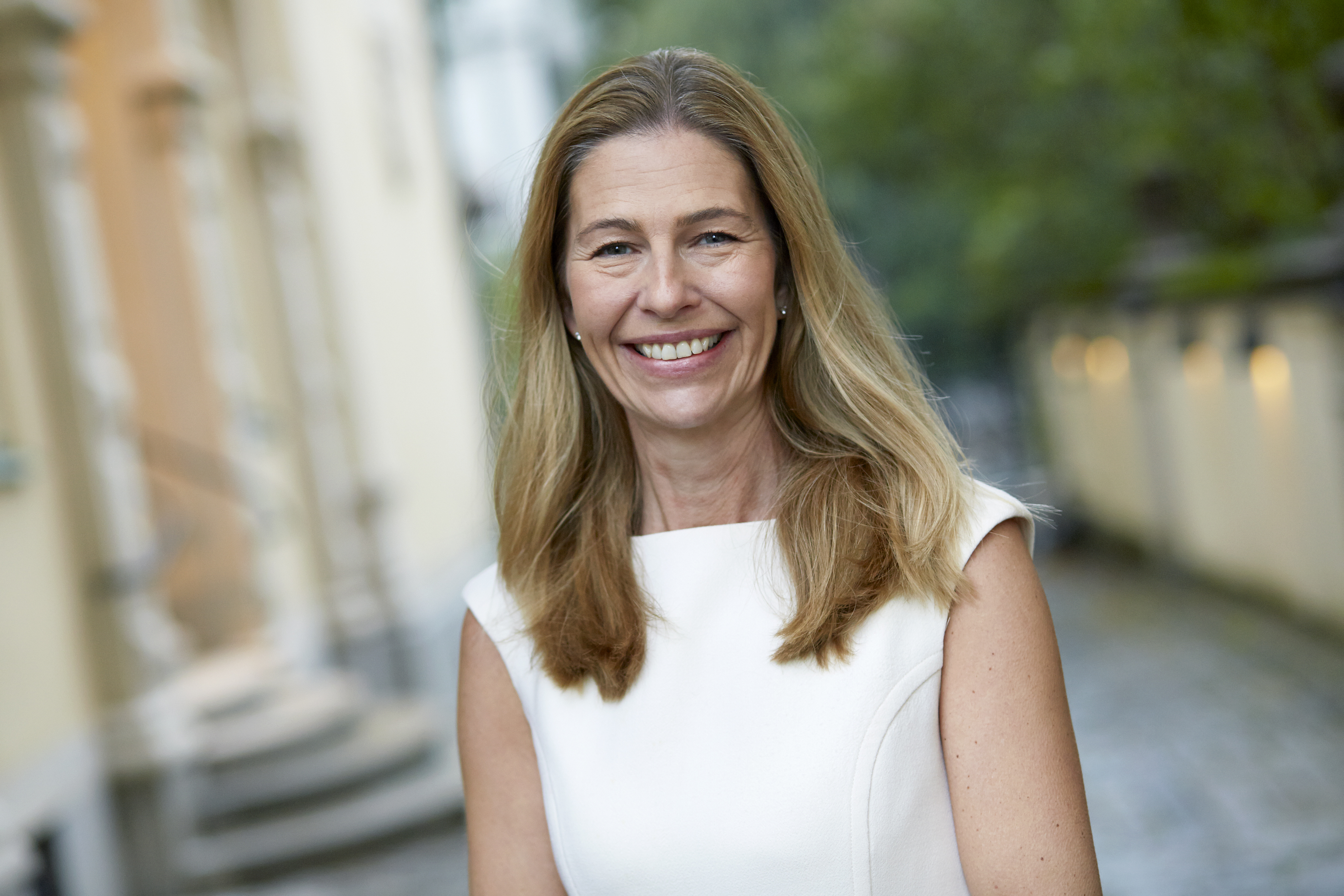
Mia Brunell Livfors, vd för Kinnevik AB 2006-2014 och nuvarande vd för Axel Johnson AB.

- Anders Borg, finansminister 2006–2014.
- Mia Brunell Livfors, vd för Axel Johnson AB.
- Urban Bäckström, tidigare riksbankchef och tidigare chef för Svenskt Näringsliv.
- Annika Falkengren, vd och koncernchef för SEB 2005–2017.
- Aron Flam, komiker och skribent.
- Sven Hagströmer, svensk finansman.
- Kerstin Hessius, nationalekonom och tidigare vice riksbankschef.
- Antonia Ax:son Johnson, svensk familjeföretagare.
- Peter Norman, finansmarknadsminister 2010–2014.
- Lars Nyberg, tidigare vd och koncernchef för Telia.
- Stefan Persson, affärsman och verksam i Hennes & Mauritz.
- Fredrik Reinfeldt, Sveriges statsminister 2006–2014.
- Ola Rollén, vd för Hexagon.
- Johan Staël von Holstein, svensk IT-profil.
- Martin Tivéus, vd för Attendo och tidigare vd för Avanza Bank AB.
- Torbjörn Törnqvist, grundare av och ägare till oljehandelsföretaget Gunvor.
- Michael Wolf, vd för Swedbank 2009–2016.